# Biurakańskie Obserwatorium Astrofizyczne
Biurakańskie Obserwatorium Astrofizyczne (lub w skrócie Obserwatorium Biurakańskie) – obserwatorium astronomiczne znajdujące się w armeńskiej miejscowości Biurakan, około 30 km na północny zachód od stolicy Armenii, Erywania. Znajduje się na południowym stoku góry Aragac, na wysokości 1405 m n.p.m. Jest jedną z najważniejszych instytucji Armeńskiej Akademii Nauk. Badania naukowe prowadzone w obserwatorium dotyczą głównie zjawisk niestabilnych zachodzących we Wszechświecie. 
Obserwatorium zostało założone w 1946 roku z inicjatywy słynnego ormiańskiego astronoma Wiktora Ambarcumiana, który został pierwszym dyrektorem obserwatorium i kierował nim aż do 1988 roku (od 1998 roku obserwatorium nosi jego imię). Budynki zaprojektował ormiański architekt Samvel Safarian. Pierwszym odkryciem dokonanym w obserwatorium, kiedy znajdowało się jeszcze w trakcie budowy, było odkrycie asocjacji gwiazdowych przez Wiktora Ambarcumiana w 1947 roku. Obserwatorium zostało oficjalnie otwarte 19 września 1956 roku. Do odkryć, których tu dokonano należą: opracowanie hipotezy o aktywności jąder galaktycznych (Ambarcumian, 1958), odkrycie i badania wielu galaktyk Seyferta i kwazarów, odkrycie ponad 1000 gwiazd rozbłyskowych, kilkudziesięciu supernowych, setek obiektów Herbiga-Haro i mgławic wyglądem przypominających komety, cenne prace nad teorią transportu promieniowania. Pod kierunkiem Beniamina Markariana przeprowadzono dwa ważne przeglądy nieba w poszukiwaniu głównie galaktyk: First Byurakan Survey (FBS, w latach 1965–1980) i Second Byurakan Survey (SBS, 1978–1991).
Po rozpadzie Związku Radzieckiego i początku kryzysu ekonomicznego, nadeszły ciężkie czasy dla armeńskiej astronomii i innych dziedzin nauki. Wielu badaczy wyjechało z kraju bądź porzuciło działalność naukową. Obecnie w obserwatorium pracuje około 70 naukowców.
Obecnie znajduje się tutaj sześć teleskopów, z których największe to 2,6-metrowy teleskop Cassegraina (oddany do użytku w 1976 roku) oraz 1-metrowy teleskop Schmidta. 
W obserwatorium odbywają się spotkania naukowców, m.in. zorganizowano tu kilka sympozjów i kolokwium Międzynarodowej Unii Astronomicznej. Oprócz prac badawczych obserwatorium prowadzi działalność informacyjną, a także organizuje wycieczki i wykłady dla amatorów astronomii.

## Galeria

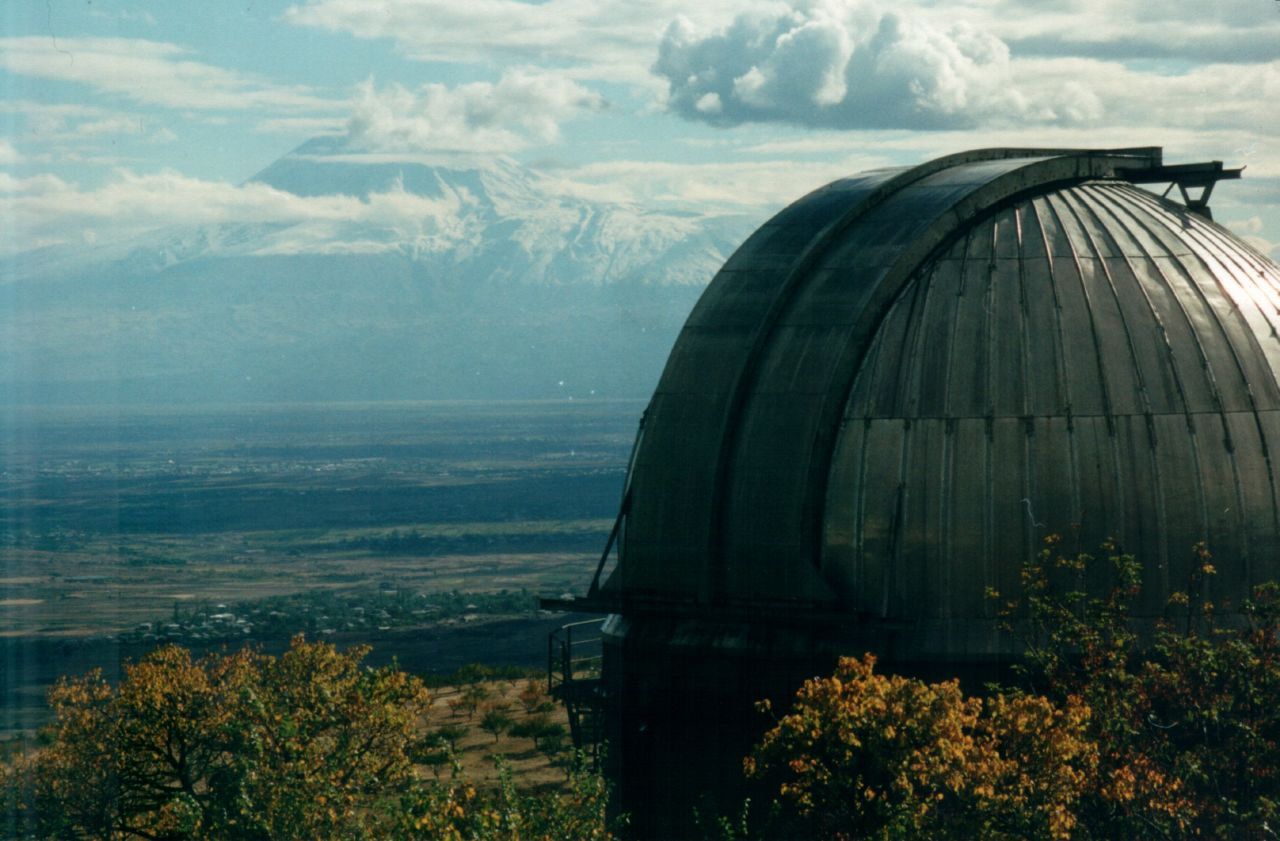
Kopuła jednego z teleskopów i widok na okolicę
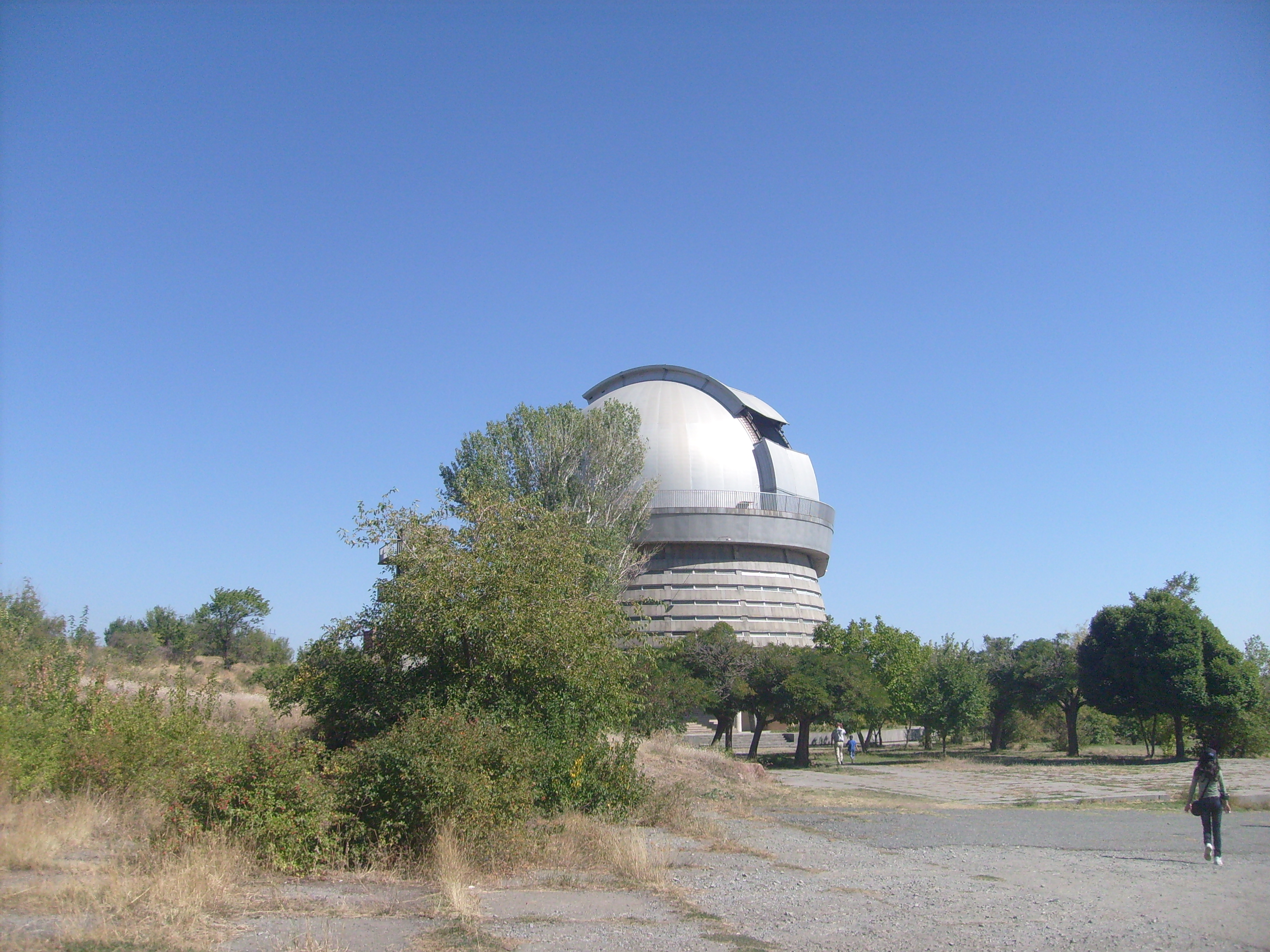
Największy 2,6-metrowy teleskop obserwatorium